# مانو مولينا
مانو مولينا (بالإسبانية: Manuel Antonio Molina Valero) (20 نوفمبر 1991 بولبة في إسبانيا - ) هو لاعب كرة قدم إسباني في مركز الوسط. لعب مع إسبانيول وريكرياتيفو ونادي هويسكا.

## روابط خارجية
- مانو مولينا على موقع قاعدة بيانات كرة القدم.إي يو (الإنجليزية)
- مانو مولينا على موقع Soccerway.com (الإنجليزية)
- مانو مولينا على موقع AS.com (الإسبانية)